# Château d'Egra
Le château d'Egra (en tchèque : Chebský hrad ; en allemand : Burg Eger) est un château médiéval au-dessus de la rivière Ohře dans la ville tchèque d'Egra (Cheb). Dans la seconde moitié du XIIe siècle, le palais était choisi par les souverains du Saint-Empire pour être un centre de leur pouvoir.

## Histoire

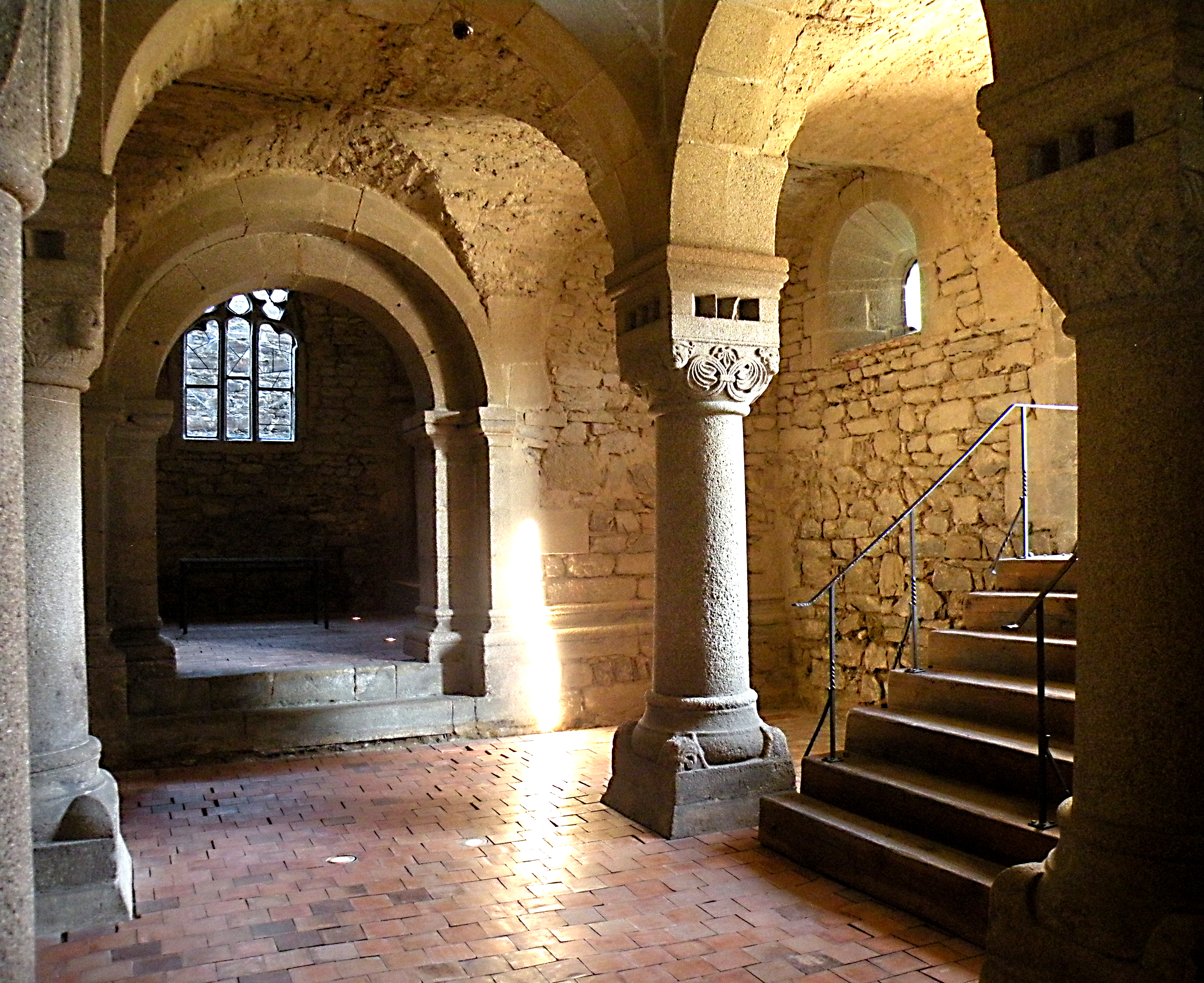
Intérieur de la chapelle.

Vers l'an 900, un château slave est construit sur un éperon rocheux au bord de la rivière Ohře (Eger). Au XIIe siècle, la région d'Egerland faisait partie du Nordgau bavarois. Le margrave Děpold III, un partisan de l'empereur Henri V fonde un nouveau château en 1125. Cette forteresse devient le centre administratif de la région, lorsque l'Egerland devient propriété de la dynastie impériale de Hohenstaufen en 1167. À partir de 1179, l'empereur Frédéric Barberousse entame la construction du palais impérial (Kaiserpfalz) avec le salle romane, la Tour Noire en basalte comme bergfried, et la chapelle Saint-Martin. Entre 1180 et 1220, la chapelle a été élargie à deux niveaux, le supérieur dédié à Saint-Erhard et à Sainte-Ursule ; l'édifice a pu être conservé dans son état quasi originel. 
Après la chute de la maison de Hohenstaufen, durant le Grand Interrègne, le roi Ottokar II de Bohême s'empara de la place forte ; c'était d'ailleurs l'une des nombreuses causes fondamentales du conflit avec Rodolphe de Habsbourg, élu roi des Romains en 1273. Un demi-siècle plus tard, le roi Louis IV donne la ville impériale et le château d'Egra en gage à Jean de Bohême, pour obtenire de l'aide contre son rival Frédéric le Bel. Avec l'avènement de l'empereur Charles IV de Luxembourg en 1346, les couronnes du Saint-Empire et de la Bohême ont été réunies sous une seule autorité. Les successeurs de la maison de Luxembourg recourent au château pour les buts représentatifs – contre l'opposition croissante des citoyens d'Egra qui ont finalement pris possession des fortifications. Le château est reconstruit après un incendie en 1472. 

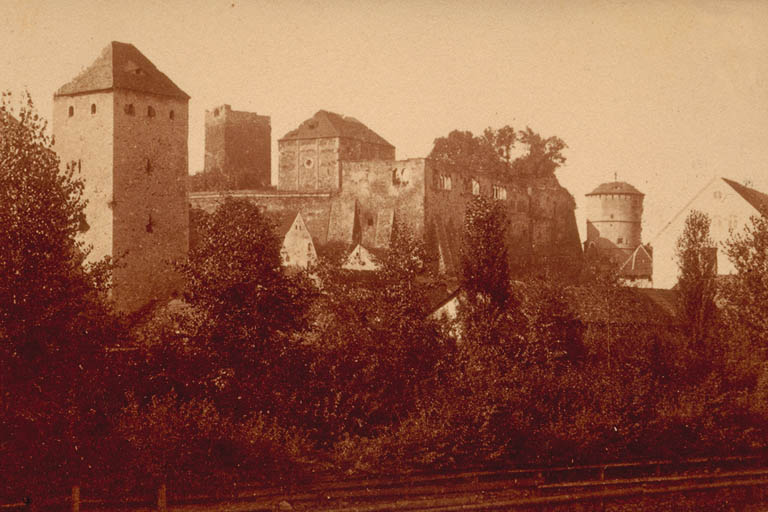
Château d'Egra, vers 1875.

Durant la guerre de Trente Ans, en 1634, le lieutenant Adam Erdmann Trčka von Lípa, un fidèle d'Albrecht von Wallenstein, est assassiné dans la salle des fêtes du palais avec l'aide du commandant de la ville, John Gordon ; peu après, Wallenstein lui-même est tué au siège du commandant sur la place du marché. En 1675, commence la conversion en simple site frontalier de la monarchie de Habsbourg, celle-ci dure jusqu'en 1713. À partir de ce moment, c'est le long déclin du château, comme le décrit Goethe lors de sa visite le 30 août 1821. En 1895, la ville d'Egra en devient propriétaire, et la commune fait alors effectuer les travaux de restauration les plus nécessaires. 